# Argentina Brunetti
Argentina Brunetti, född Argentina Ferrau den 31 augusti 1907 i Buenos Aires, död 20 december 2005 i Rom, var en argentinsk skådespelare. Brunetti medverkade bland annat i Livet är underbart (1946), Döden var snabbare (1957) och Mördare undanröjes (1957).

## Filmografi i urval
- 1946 – Gilda
- 1946 – Monte Cristos återkomst
- 1946 – Livet är underbart
- 1949 – Lev farligt och dö ung
- 1950 – Den laglösa staden
- 1951 – Caruso – storsångaren
- 1952 – Där revolvern är lag
- 1952 – Rymmare i Rom
- 1952 – Hopalong Cassidy (TV-serie)
- 1952 – Kusin Rachel
- 1953 – Utpressare i tropikerna
- 1953 – Anfall i gryningen
- 1953 – Kuliga kumpaner
- 1953 – Uppror i Indien
- 1954 – Du stal mitt liv
- 1954 – The George Burns and Gracie Allen Show (TV-serie)
- 1955 – Djävulsön
- 1955 – Bortom fjärran horisonter
- 1955 – Ärans män
- 1956 – Dans ombord
- 1956 – Alfred Hitchcock presenterar (TV-serie)
- 1957 – Döden var snabbare
- 1957 – Mördare undanröjes
- 1957 – Kvinna utan samvete
- 1958 – Zorro (TV-serie)
- 1959 – Med döden ombord
- 1960 – Bröderna Cartwright (TV-serie)
- 1960 – Rawhide (TV-serie)
- 1961 – I Satans garn
- 1965 – Två sammansvurna män
- 1965 – Krutrök (TV-serie)
- 1967 – Mannen från U.N.C.L.E. (TV-serie)
- 1969 – High Chaparral (TV-serie)
- 1971 – Tappa inte sugen fast du är luden
- 1976 – Kojak (TV-serie)
- 1981 – Evita Peron (TV-film)
- 1985–1988 – General Hospital (TV-serie)
- 1998 – Alla älskar Raymond (TV-serie)